# Tara (Írország)
Tara dombja (írül Teamhair na Rí) hosszú, viszonylag alacsony mészkő-kiemelkedés a Boyne folyó közelében Írországban, Meath megyében, Navan és Dunshauglin között. Számos ősi építménymaradványt tartalmaz. A hagyomány szerint itt volt az ír nagykirály, az Árd Rí na hÉireann székhelye.
Egyes emlékei a kőkorszak végén, az újkőkorszakban készülhettek mintegy 5000 évvel ezelőtt. A legenda szerint a Tarát már az Ír-sziget kelták előtti mitikus lakói, a Tuatha Dé Danann nép is lakhatta. Már a kelták idején Meath királyság uralkodói innen uralhatták a sziget egy részét vagy egészét (befolyásuk kiterjedtségéről viták folynak). Még a 12. században is politikai központ lehetett, bár régi fénye a 6. század után lehanyatlott.
A WMF (World Monuments Fund 2008-as figyelőlistáján a világ 100 veszélyeztetettebb emlékhelyei közt szerepel az M3-as autópálya miatt, amely a közelben halad el.
Tarát a 19. és a 20. század fordulóján brit-izraelisták tárták fel, akik azt gondolták, az írek népe egyike volt Izrael elveszett törzseinek, és hogy a dombon találhatják meg a frigyládát.

## Külső hivatkozások
- Hill of Tara at Megalithic Ireland
- Tara at Ancient Worlds
- Aerial photos of the monuments
- Heritage of Ireland, Tara
- Mythical Ireland
- Boyne Valley Tourist Portal - Information on Tara
- King Ollamh Fodhla & The Great Feast of Tara
- TaraWatch
- World Monuments Fund's Watch List, including the Hill of Tara
- The Hill of Tara page on the World Monuments Fund's 2008 Watch List of the 100 Most Endangered Sites